# 岸田メル
岸田 メル（きしだ メル、男性、1983年〈昭和58年〉9月3日 - ）は、日本のイラストレーター、愛知県名古屋市南区出身。同朋高等学校卒業。名古屋芸術大学中退。本名は岸良 一（きしら はじめ）。

## 略歴
高校時代より、地元の劇団に所属し俳優活動を行う傍ら、2004年（平成16年）頃より実用書のカバーや雑誌へのイラスト提供など、イラストレーターとしての活動を行う。劇団解散後はイラストレーター業に集中し、ライトノベルの挿絵など、様々な仕事をこなす。2009年（平成21年）発売のPlayStation 3ソフト『ロロナのアトリエ』にはじまり『トトリのアトリエ』・『メルルのアトリエ』・『ルルアのアトリエ』とアーランドシリーズ4作のキャラクターデザインを担当。2010年（平成22年）放送のアニメ『ソ・ラ・ノ・ヲ・ト』や2011年（平成23年）放送のアニメ『花咲くいろは』などでキャラクター原案に起用される。
2017年（平成29年）発売のPlayStation 4 / PlayStation Vitaソフト『BLUE REFLECTION 幻に舞う少女の剣』では、キャラクターデザインに加え原案、監修を担当した。
各種イベント参加時やTwitterなどで姿を見せる際はコスプレや変顔を披露し、強烈な印象を与えることが多く、中でも仮面を付けて両手に長剣を持った姿（通称「ドヤ顔ダブルソード」）は有名であり、『うーさーのその日暮らし』などの作品でパロディにされたこともある。
イラストレーターとしての活動以外にも、テレビやラジオへの出演、イベントMCなど、各メディアで精力的に活動している。
2017年（平成29年）4月より、Eテレの小学3年生向け社会科教育番組『コノマチ☆リサーチ』にて、メインキャラクターである売れない漫画家「ハジメ」として出演。
作中で手書きのイラストも披露している。
2023年（令和5年）5月より、コンセプトカフェ「IDOLY」のプロデューサーを務めている。

## 作品一覧

### 小説挿絵
- 『楽聖少女』（杉井光、電撃文庫）
- 『アンナとプロフェッショナルズ』シリーズ（MAC、メディアファクトリー）
- 『パラケルススの娘』シリーズ（五代ゆう、MF文庫J）
- 『神様のメモ帳』シリーズ（杉井光、電撃文庫）
- 『死神姫の再婚』（小野上明夜、B's-LOG文庫）
- 『カラブルワールド』（香月紗江子、ガガガ文庫）
- 『太陽で台風』（はむばね、スクウェア・エニックス・ノベルズ）
- 『道果ての向こうの光』（秋月アスカ、レガロシリーズ）
- 『ダイエット☆パンチ!』シリーズ（令丈ヒロ子、ポプラ社）
- 『RDG レッドデータガール』（荻原規子、角川スニーカー文庫）
- 『サクラカグラ』（久弥直樹、星海社FICTIONS）

### キャラクターデザイン
- PlayStation 3ゲームソフト『ロロナのアトリエ 〜アーランドの錬金術士〜』（ガスト）
- PlayStation 3ゲームソフト『トトリのアトリエ 〜アーランドの錬金術士2〜』（ガスト）
- PlayStation 3ゲームソフト『メルルのアトリエ 〜アーランドの錬金術士3〜』（ガスト）
- テレビアニメ『ソ・ラ・ノ・ヲ・ト』（キャラクター原案）
- テレビアニメ『花咲くいろは』（キャラクター原案）
- テレビアニメ『神様のメモ帳』（キャラクター原案）
- テレビアニメ『RDG レッドデータガール』（キャラクター原案）
- 世界コスプレサミット公式キャラクター[11]
- ドラマCD『お護り男子!神ダーりん 〜いにしえの約束〜』[12]
- ソーシャルゲーム『スクールファンファーレ』（Ameba）
- PlayStation 4、PlayStation Vitaゲームソフト『BLUE REFLECTION 幻に舞う少女の剣』（コーエーテクモゲームス）
- 22/7（2018年 - ）（柊つぼみ、織原純佳 キャラクターデザイン）[13]
- PlayStation 4、Nintendo Switchゲームソフト『ルルアのアトリエ 〜アーランドの錬金術士4〜』（コーエーテクモゲームス）
- 三幸製菓CM 『ブレイクスルー篇』[14]『ブレイクスルー篇 あきらめない篇』[15]（2020 - 2021）
- テレビアニメ『BLUE REFLECTION RAY/澪』（キャラクター原案）
- PlayStation 4、Nintendo Switchゲームソフト『BLUE REFLECTION TIE/帝』（コーエーテクモゲームス）
- App Store / Google Play / DMM GAMES『BLUE REFLECTION SUN/燦』（コーエーテクモゲームス）

### アニメ関連イラスト
- 夏のあらし! 〜春夏冬中〜（第3話エンドカード）
- 黄昏乙女×アムネジア（第10話予告）
- ニセコイ（第15話提供バック）
- うーさーのその日暮らし 夢幻編（第10話エンドカード）
- ガーリッシュナンバー（クースレ表紙デザイン）

### その他
- コミックマーケット82カタログ 表紙イラスト
- 中川翔子『nsum 〜中川翔子がうたってみた!〜』CDジャケット
- 寺嶋由芙『好きがはじまる』CDジャケット
- 寺嶋由芙『ジュリエットのパラドクス』作詞（アルバム『好きがはじまるII』収録）
- メイドカフェ「M's Melody」衣装デザイン[16]
- アイドルカフェ&Bar「Carnival☆Stars」衣装デザイン[17]
- アイドルグループ「虹のコンキスタドール」衣装デザイン
- 代々木アニメーション学院高等部 制服デザイン
- コンセプトカフェ『IDOLY』プロデュース

## 出演

### テレビ番組
- MAG・ネット（2012年1月7日・5月4日、NHK総合）
- ドリームクリエイター（テレビ東京）
  - 全力!ネットユーザーつくり場〜集まれ!ドリームクリエイター〜（テレビ東京）
- いらこん（2013年10月11日 - 2016年3月25日、フジテレビ[18]）
- Rの法則（2015年12月28日、NHK Eテレ）
- AKIBAだんじょん!（2016年8月4・18日・12月9・23日、TOKYO MX） - 初MC[19]。
- コノマチ☆リサーチ（2016年8月12日・2017年4月5日 - 2018年3月14日（以下ループ放送中）、NHK Eテレ） - ハジメ 役
- 岸田メルのあっ!ふくしま行こっ!!（2016年10月30日、TOKYO MX）
- 激辛美女（フジテレビONE）
- バズ100〜バズるための100の法則!〜（2023年10月22日（21日深夜） - 、TOKYO MX） - MC

### テレビドラマ
- キッズ・ウォー5〜ざけんなよ〜（2003年、CBCテレビ） - 戸田哲治 役 ※岸良一名義

### テレビアニメ
- うーさーのその日暮らし 夢幻編（2015年、TOKYO MX） - 謎の仮面の剣士 役

### ラジオ
- 放送してみた!（東海ラジオ） - 不定期出演
- オカザえもんと岸田メル!（2014年4月5日 - 2016年12月31日、東海ラジオ）

### イベント
- ひるなのにレイチェルNight☆（ネイキッドロフト） - 司会
- 世界コスプレサミット

### CM
- ヤマハ・トリシティシリーズ「サウナとトリシティでととのった！」編（2017年7月）[20]

## 連載
- 岸田メルのこんなプレイはどうですか? 〜めざせ! コスプレ上級者〜（コンプティーク）

## ディスコグラフィ
- さよならポニーテール - 新世界交響楽 (2014年3月5日 Epic Records Japan ESCL-4169）
  - 3曲目「放課後せれな〜で with 岸田メル」ラップとして参加 [21]

### 「つくり場」企画アルバム
- ニコニコ動画とテレビ東京「つくり場」から生まれた企画アルバム〜集まれ！ドリームクリエイター（2014年2月19日発売）